# Glamorgana
Een Glamorgana (Engels: Veela) is een magisch wezen in de Harry Potter-boeken van Joanne Rowling. Glamorgana's zijn beeldschoon en hebben een onweerstaanbare aantrekkingskracht op anderen. In de boeken komen alleen vrouwelijke Glamorgana's voor.
Wanneer mannen in contact komen met Glamorgana's kunnen er rare dingen gebeuren, zoals bij de
WK-finale Zwerkbal in het vierde Harry Potter-boek. Hier werd de match Ierland-Bulgarije gespeeld en Bulgarije gebruikte Glamorgana's als mascottes. Ze kwamen op en dansten voor het publiek. Zelfs de scheidsrechter raakte er helemaal door in vervoering. Mannen willen altijd stoer voor hen doen en het enige middel dat helpt is hun vingers in hun oren steken, zodat ze het sirenengezang van de Glamorgana's niet meer horen. Maar hun mooie uiterlijk wil nog niet zeggen dat hun innerlijk dat ook is: ze maakten zeer veel ruzie met de mascottes van Ierland en werden op slag 'lelijk'.
In ditzelfde boek wordt het Toverschool Toernooi op Zweinstein gehouden, en komt Fleur Delacour als afgezant van de Franse toverschool Beauxbatons naar Zweinstein. Ze is deels Glamorgana (haar overgrootmoeder was er één) en brengt alle jongens op Zweinstein het hoofd op hol. Maar de meeste jongens wennen wel na een tijd aan haar aanwezigheid, behalve één, Ron. Fleur verlooft zich later met Bill, een van Rons oudere broers. Hierdoor logeert Fleur de hele zomer bij de familie Wemel en de arme Ron kan er maar niet aan wennen.